# 氷鉋揚四郎
氷鉋 揚四郎（ひがの ようしろう、1951年5月15日 - ）は、日本の環境学者。筑波大学名誉教授。国際地域学会会長、日本地域学会会長、日本環境共生学会会長などを歴任した。

## 人物・経歴
1974年横浜国立大学経営学部卒業。1984年筑波大学大学院社会工学研究科都市・地域計画専攻単位取得満期退学、国際科学振興財団研究員。1986年北海道大学学術博士。同年豊橋技術科学大学工学部講師。1987年豊橋技術科学大学工学部助教授。1994年筑波大学大学院環境科学研究科教授。2004年筑波大学大学院生命環境科学研究科教授。2007年資産評価政策学会副会長。2009年日本環境共生学会会長。2011年日本地域学会会長、国際地域学会会長。2012年筑波大学生命環境系教授。2017年筑波大学名誉教授。日本不動産学会副会長、取手市環境審議会会長なども務めた。

## 著作
- 『情報発展都市の一般均衡分析 : 混雑と在宅勤務』（渋澤博幸と共著）多賀出版 1994年
- 『最適環境付加価値税動学シミユレーシヨン』筑波大学 2003年
- 『持続可能な都市再生政策評価システムに関する研究』筑波大学 2003年
- "New frontiers in regional science : Asian perspectives"シュプリンガー・サイエンス・アンド・ビジネス・メディア 2018年

## 受賞
- 2009年 第18回日本地域学会賞著作賞[2]
- 2005年 環境共生学術賞発表論文賞[2]
- 2005年 環境共生学術賞論文賞[2]
- 2004年 第13回日本地域学会賞著作賞[2]
- 2003年 平成14年度日本不動産学会著作賞[2]
- 2003年 第2回かすみがうら水環境賞奨励賞[2]
- 2002年 第11回日本地域学会学会賞著作賞[2]
- 2000年 第9回日本地域学会論文賞[2]
- 1984年 高速道路調査会道路と交通論文賞[2]